# Глем
Глем (словен. Glem) — поселення в общині Копер, Регіон Обално-крашка, Словенія. Висота над рівнем моря: 302 м.